# Werner Gregoritsch
Werner „Gregerl“ Gregoritsch (* 22. März 1958 in Graz) ist ein ehemaliger österreichischer Fußballspieler und späterer -trainer. Zuletzt betreute er von 2012 bis 2024 die österreichische U-21-Nationalmannschaft.

## Karriere als Spieler
Als Knirps kam er zum Grazer AK, wo er 1976 die österreichische Jugendmeisterschaft, die damals als Cup gespielt wurde, erobern konnte. Gleichzeitig gab er mit 17 Jahren sein Debüt in der Kampfmannschaft des GAK; meist lief er als Mittelstürmer auf. Nach seinen Lehrjahren beim GAK spielte er von 1981 bis 1983 bei VOEST Linz, danach noch eine Saison in Graz. In der Saison 1984/1985 lief er in der Bundesliga für die Vienna auf, wo er dann auch, mit 29 Jahren, seine Laufbahn in der höchsten Spielklasse Österreichs beendete. Zwischen 1986 und 1987 spielte er eineinhalb Saisonen in der 2. Bundesliga bei DSV Leoben. Eine weitere Station als Spieler war der Landesligist Deutschlandsberger SC. Seine Trainerlaufbahn begann 1989 beim burgenländischen Landesligisten SV Güssing, vorerst noch als Spielertrainer. Nach einer Zwischenstation beim ASK Schlaining (Burgenland), wo er teilweise ebenfalls als Spielertrainer tätig war, kehrte er in seinen Heimatbezirk zurück und übernahm beim ESK Graz zunächst die Rolle des Spielertrainers, bevor er sich ausschließlich auf das Traineramt konzentrierte.

## Trainerlaufbahn

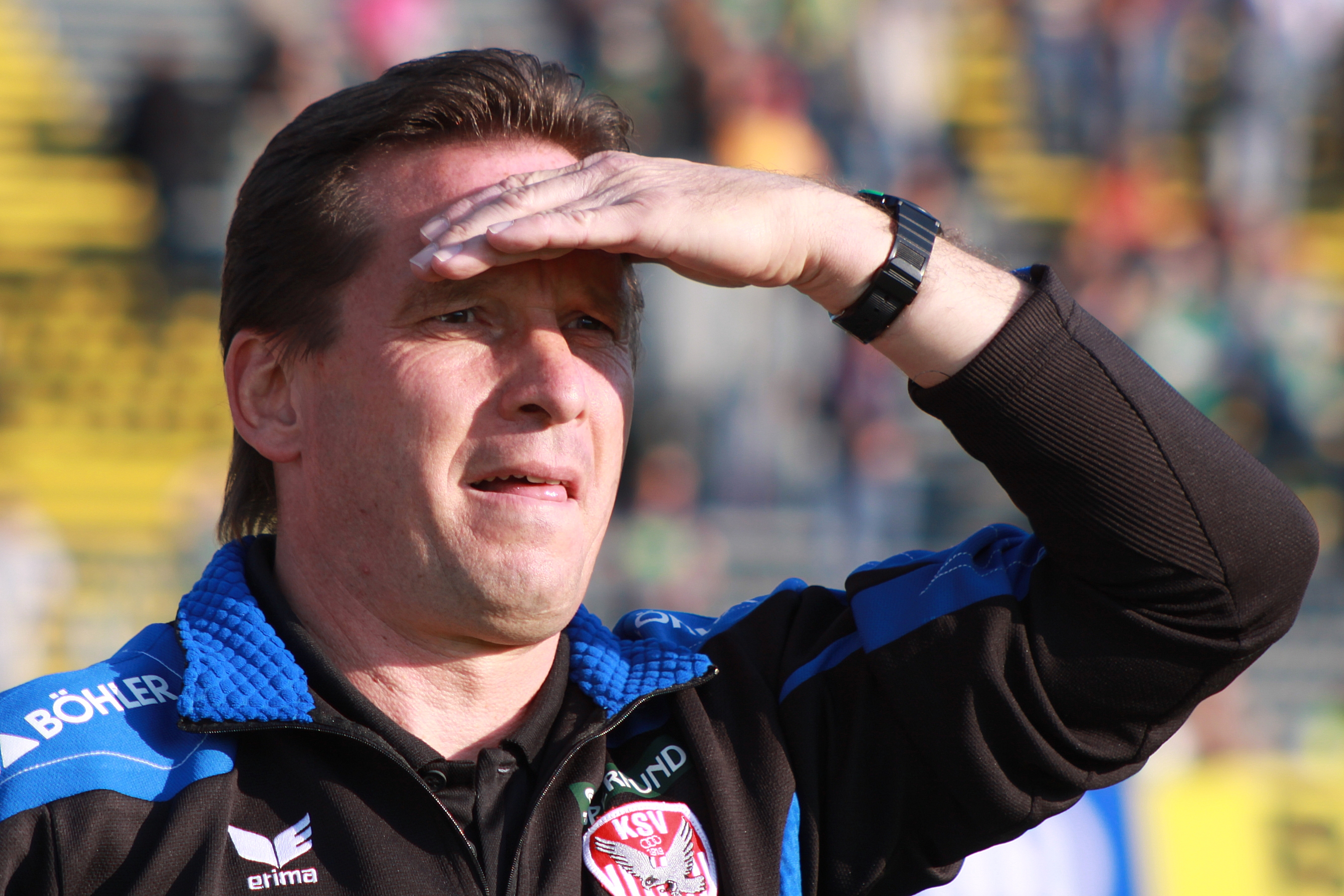
Werner Gregoritsch als kritischer Beobachter seiner Mannschaft

Nachdem Werner Gregoritsch kurzzeitig beim ESK Graz als Trainer tätig war, heuerte er wieder bei seinem Heimatklub GAK (Grazer Athletiksport-Klub) an. Dort war er Jugendtrainer, Amateurtrainer, Co-Trainer der Kampfmannschaft und Jugendleiter und gilt heute noch als Ziehvater der GAK-Nachwuchsakademie. 1992 wurde er mit dem BNZ GAK/Sturm österreichischer Jugendmeister. Zu ebendieser Zeit (Winterpause 1991/92) wurde noch über eine mögliche Rückkehr als Spielertrainer zum SV Güssing berichtet, die sich jedoch zerschlug, da Andy Pichler weiterhin im Amt blieb.
Er begann seine Trainerkarriere im April 2000 als Cheftrainer beim Grazer AK. Bei seinem Stammverein war er bereits als Jugendleiter und Trainer der Amateure tätig, als nach dem Wechsel von Klaus Augenthaler zum 1. FC Nürnberg dessen Co-Trainer Rainer Hörgl zum Cheftrainer aufrückte und nach einigen Runden entlassen wurde. Der GAK wurde in der enttäuschenden Meisterschaftsrunde 1999/2000 nur Siebenter, jedoch wurde er Cupsieger und Supercupsieger 2000 und qualifizierte sich somit für den UEFA-Pokal. In der folgenden Saison konnte der GAK unter Gregoritsch in einem denkwürdigen Meisterschaftsfinish in der letzten Runde durch einen 2:1-Auswärtserfolg beim SV Austria Salzburg den Lokalrivalen SK Sturm Graz vom dritten Platz verdrängen und war somit wieder für den UEFA-Pokal qualifiziert. Im Herbst 2001 wurde er jedoch nach einigen Niederlagen und Unstimmigkeiten mit der Mannschaft vom GAK-Präsidium entlassen und durch Christian Keglevits ersetzt.
Von 2002 bis Mitte 2004 war er Trainer des SV Mattersburg. In seiner ersten Saison schaffte er mit den Burgenländern den Klassenerhalt, in seiner ersten vollen Saison 2002/03 schließlich den Aufstieg und 2003/04 den unerwarteten Klassenerhalt in der Bundesliga. Der Kader der Burgenländer umfasste hauptsächlich Spieler aus dem Burgenland. Gregoritsch wurde „Trainer des Jahres 2003“ bei der von der Kronen Zeitung jährlich veranstalteten Wahl.
2004/05 übernahm Gregoritsch das Traineramt beim LASK Linz der zum damaligen Zeitpunkt das Tabellenende der zweiten Liga zierte. Er führte die Mannschaft auf einen gesicherten Mittelfeldplatz und leitete eine ähnliche Aufbruchstimmung wie schon in Mattersburg ein. 2005/06 galt der LASK als Aufstiegskandidat für die österreichische Bundesliga, das Ziel Aufstieg wurde allerdings verfehlt. Im Mai 2006 verließ Gregoritsch die Linzer Athletiker.
Im September 2006 wurde Werner Gregoritsch als neuer Trainer der SV Kapfenberg präsentiert. Obwohl er nach seinem Abschied beim LASK eine längere Auszeit geplant hatte, übernahm er das Trainerzepter beim Erste Liga-Klub SV Kapfenberg, die unter Trainer Drazen Svalina lediglich zwei Punkte aus in elf Runden aufzuweisen hatte. Seinen Einstand feierte er mit einem 1:1 im Kapfenberger Franz-Fekete-Stadion gegen den Lokalrivalen DSV Leoben. Obwohl er einiges bewegte, gelang es auch ihm nicht, die Kapfenberger vor dem Abstieg zu bewahren.
Mit 32 Punkten aus 33 Spielen belegte man den vorletzten Tabellenplatz. Sportlich war die SV Kapfenberg abgestiegen.
Da einige Vereine die Lizenzauflagen nicht erfüllen konnten, bestand dennoch eine Chance auf den Verbleib in der Ersten Liga. Als Zeichen, dass es weitergehen wird, verlängerte Werner Gregoritsch seinen Vertrag vorzeitig um drei Jahre, egal für welche Liga.
Da der GAK und Admira Wacker Mödling in letzter Instanz keine Lizenz erhielten, konnte die SV Kapfenberg auch die Saison 2007/2008 in der zweithöchsten Österreichischen Spielklasse, Erste Liga bestreiten.
Dies war der Beginn einer erstaunlichen Erfolgsgeschichte. Nach 15 Spielen stand man erstmals an der Tabellenspitze. Bis zur 1:3-Niederlage gegen den FC Kärnten blieb man in 14 Spielen in Folge ungeschlagen. Der Vorsprung auf Verfolger SC Austria Lustenau betrug zu diesem Zeitpunkt acht Punkte. Drei Runden vor Schluss der Meisterschaft hat der Verein nun neun Punkte Vorsprung auf den Verfolger und zusätzlich ein Plus im Tordifferenz von 18 Toren. Der Aufstieg in die höchste österreichische Spielklasse nach 41 Jahren wurde somit bereits frühzeitig gefeiert. In der Saison 2008/2009 konnte mit einem 2:0-Sieg über den SK Austria Kärnten, bereits drei Runden vor Schluss, der Klassenerhalt fixiert werden. Schlussendlich wurde die Saison auf dem achten Platz abgeschlossen. In der Saison 2009/2010 wechselte er am 14. April 2010 seinen erst 15-jährigen Sohn Michael im Spiel gegen die Austria in der 80. Minute unter lauten Protest der Fans ein, der dann mit seinem zweiten Ballkontakt den Führungstreffer erzielte.
Am 22. November 2011 wurde bekannt gegeben, dass die Kapfenberger SV einvernehmlich den Vertrag mit Gregoritsch aufgelöst hat. Als Grund für den Rücktritt wurden die konstant schlechten Leistungen der Kapfenberger in der aktuell laufenden Saison genannt.
Am 20. Januar 2012 gab der ÖFB bekannt, dass Werner Gregoritsch zum Nachfolger von Andreas Herzog, der als Co-Trainer zur US-amerikanischen Nationalmannschaft wechselte, bestellt wurde und ab sofort die österreichische U-21-Nationalmannschaft betreut. Gregoritsch unterschrieb einen Vertrag bis 2014 mit Option bis 2015.
Im November 2016 verpasste seine Mannschaft in den Playoff-Spielen gegen Spanien die Qualifikation zur U-21-EM in Polen 2017. Die Mannschaft von Teamchef Werner Gregoritsch holte zwar im Play-off-Hinspiel ein achtbares 1:1, zogen aber nach dem 0:0 im Rückspiel aufgrund der Auswärtstorregel den Kürzeren.
Für die Europameisterschaft in Italien und San Marino konnte er sich mit der U21 nach zwei 1:0-Erfolgen über Griechenland in den Play-offs qualifizieren. In der Endrunde kam das Team jedoch nicht über die Gruppenphase hinaus.
Nach über zwölf Jahren und 115 Länderspielen stand Gregoritsch am 15. Oktober 2024 gegen Frankreich zum letzten Mal als U-21-Teamchef an der Seitenlinie. Als sein Nachfolger wurde am 11. Februar 2024 Peter Perchtold, der bisherige Co-Trainer der österreichischen A-Nationalmannschaft, präsentiert. Laut ÖFB-Sportdirektor Peter Schöttel war die Entscheidung bereits im Winter 2022/23 gefallen und erst im Sommer 2024 bekanntgegeben worden, dass Gregoritsch den ÖFB nach der EM-Qualifikation 2024 oder im Erfolgsfall nach der EM-Endrunde 2025 verlassen werde.

## Erfolge als Trainer (Auswahl)
- Österreichischer Cupsieger 1999/2000 mit dem Grazer AK
- Österreichischer Supercupsieger 2000 mit dem Grazer AK
- 3. Platz Österreichische Meisterschaft 2000/2001 mit dem Grazer AK
- UEFA Cup Qualifikation 2000/2001 mit dem Grazer AK
- Meister Erste Liga mit der SV Mattersburg 2003/2004
- Vizemeister Erste Liga mit LASK Linz 2005/06
- Meister Erste Liga mit dem Kapfenberger SV 2007/2008
- Österreichischer Jugendmeister mit dem BNZ GAK/Sturm
- Playoff-Spiele für die Qualifikation zur U-21-EM in Polen 2017

## Privates

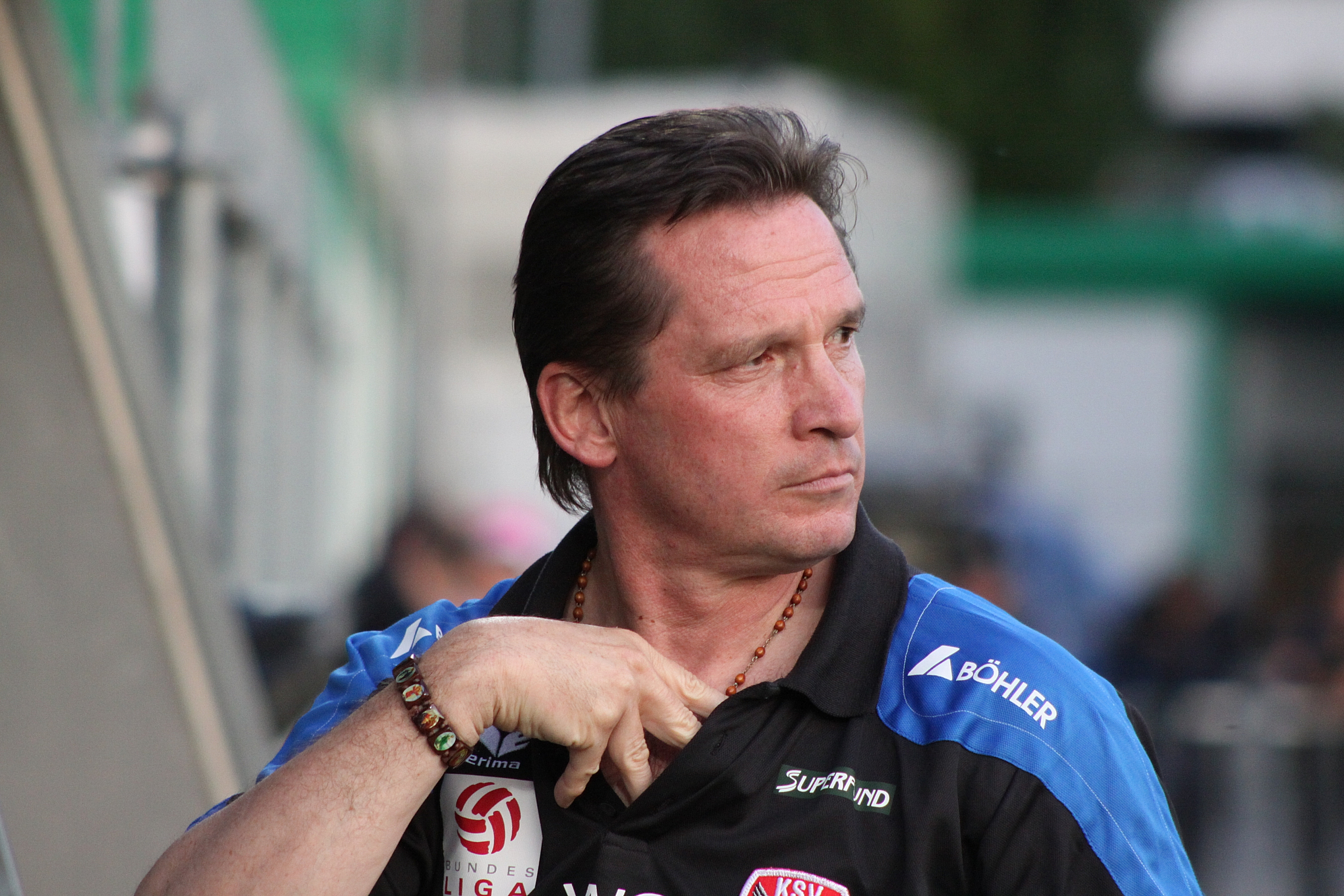
Der gläubige Werner Gregoritsch mit Rosenkranzkette und Heiligenarmband

Parallel zu seiner Laufbahn als Fußballspieler begann Gregoritsch an der Karl-Franzens-Universität Graz sein Lehramtsstudium „Deutsch und Turnen“, welches er abbrach und an die Pädagogische Hochschule in Graz wechselte. Nach Beendigung seiner Profi-Fußballkarriere und nach Abschluss der Pädagogischen Hochschule unterrichtete er die Fächer Deutsch und Turnen. Werner Gregoritsch ist mit Susanne, einer Ärztin, verheiratet und hat zwei Kinder. Sein Sohn Michael ist ebenfalls Fußballprofi.
1997 wurde bei Gregoritsch im Zuge einer Routineuntersuchung Hodenkrebs diagnostiziert. Seither schildert Gregoritsch bei Krebsselbsthilfegruppen oder auf Krebskongressen seine damalige Situation.
Für seine Verdienste um die Stadtgemeinde Kapfenberg wurde Werner Gregoritsch im April 2008 zum Ehrenritter von Oberkapfenberg geschlagen. Aufgrund des Adelsaufhebungsgesetz handelt es sich dabei um keinen führbaren Titel.
In einem Interview mit der Kleinen Zeitung sagte Gregoritsch im Februar 2011, er akzeptiere schwule Fußballer, wenn "sie es ohne Zwang machen". Für geoutete Spieler würde es in fremden Stadien sehr schwierig werden. Bezogen auf sich selbst, sagte er weiter: "In bin ein sexuell freizügiger Mensch gewesen in meiner Jugend, dem weiblichen Geschlecht nicht abgeneigt (...) Für mich wäre so etwas undenkbar. Für mich selbst ist es etwas Unnatürliches. (...) Mir ist das Wort Macho lieber als das Wort Schwuler." 2014 erklärte er, in seiner Jugend mehrmals von Männern sexuell bedrängt worden zu sein, was seinen persönlichen Umgang beeinflusst habe.
Gregoritsch erlitt im August 2020 einen Herzinfarkt und kehrte im Oktober als U21-Nationaltrainer zurück.